# Големокраки кокошки
Големокраките кокошки (Megapodiidae) са семейство птици от разред Кокошоподобни (Galliformes).
Таксонът е описан за пръв път от френския натуралист Рьоне Лесон през 1831 година.

## Родове
- Aepypodius
- Megapodius – Същински големокраки кокошки
- Megavitiornis
- Megepodius
- Rectes
- Talegalla